# Flughafen Saltillo

i8
i11
i13
Der Flughafen Saltillo (spanisch Aeropuerto Internacional de Saltillo, auch Aeropuerto Internacional Plan de Guadalupe, IATA-Code: SLW, ICAO-Code: MMIO) ist ein internationaler Flughafen bei der Großstadt Saltillo im Bundesstaat Coahuila im Nordosten Mexikos.

## Lage
Der Flughafen Saltillo liegt etwa 15 km nordöstlich der Stadt Saltillo und etwa 650 km (Luftlinie) nördlich von Mexiko-Stadt in einer Höhe von ca. 1456 m.

## Flugverbindungen
Derzeit werden keine Linienflüge abgefertigt.

## Passagiere
Wurden im Jahr 2019 noch über 33.000 Passagiere abgefertigt, so sank deren Zahl infolge der COVID-19-Pandemie im Folgejahr auf etwa 3.500.

## Zwischenfälle
Von 1989 bis April 2023 wurden vom Flughafen Saltillo und seiner näheren Umgebung mindestens 4 Totalschäden von Flugzeugen bekannt. Bei zwei davon kamen 9 Menschen ums Leben. Beispiel: 
- Am 6. Juli 2008 stürzte eine Douglas DC-9-15F der US-amerikanischen USA Jet Airlines (N199US) auf einem Frachtflug von Shreveport (Louisiana, USA) bei einem nicht stabilisierten Anflug 800 Meter vor dem Flughafen Saltillo ab. Der Kapitän starb und der Erste Offizier wurde schwer verletzt. Mehrere Komponenten der Cockpit-Anzeigen waren defekt, ein Teil der Ausrüstung fehlte (siehe auch USA-Jet-Airlines-Flug 199).[5]